# Elecciones presidenciales de Uruguay de 1907
El 1 de marzo de 1907 se realizaron elecciones presidenciales en Uruguay para elegir al presidente de la república en el período comprendido entre el 1 de marzo de 1907 al 1 de marzo de 1911.
Esta elección se realizó bajo las normas de la constitución de 1830, la cual establecía que el presidente de la república sería elegido mediante votación nominal por todos los miembros de la Asamblea General en una sesión permanente realizada el 1 de marzo, requiriéndose una pluralidad absoluta para ser investido en el cargo.

## Sistema Electoral
El sufragio solo lo ejercían los miembros de la asamblea general. El voto no era secreto, ya que los Diputados y Senadores tenían que firmar su balota.

## Resultados
| Candidato           | Partido                 | Votos | %      |
| ------------------- | ----------------------- | ----- | ------ |
| Claudio Williman    | Partido Colorado        | 69    | 88.46  |
| Guillermo García    | Directorio Nacionalista | 9     | 11.54  |
| Ausentes/No votaron | Ausentes/No votaron     | 12    | -      |
| Total               | Total                   | 90    | 100.00 |
| Fuentes:            |                         |       |        |